# Demi Lovatos diskografi
Det här är den amerikanska sångaren Demi Lovatos diskografi. 
Demi debuterade som en artist för första gången under 2008, i filmen Camp Rock, där hen sjöng 4 låtar i filmens soundtrack. Efter att ha blivit nära vänner med kollegorna Kevin, Joe och Nick Jonas under filminspelningen, for Demi ut på turné med killarnas band Jonas Brothers och var deras förband under den sommaren. Några månader senare, i september, släppte sångaren sitt första studioalbum Don't Forget, som nådde en andra plats på Billboard 200. Senare under sommaren 2009, då Demi var ute på sin första stora turné, släppte hen sitt andra studioalbum Here We Go Again. Albumet nådde en första plats på Billboardlistan och såldes i 108 000 kopior den första veckan. Lovatos tredje studioalbum, Unbroken släpps den 20 september 2011.

## Album

### Studioalbum
| År   | Album detaljer                                                          | Topplacering | Topplacering | Topplacering | Topplacering | Topplacering | Topplacering | Topplacering |
| År   | Album detaljer                                                          | US           | CA           | SPA          | MX           | NZ           | UK           | AU           |
| ---- | ----------------------------------------------------------------------- | ------------ | ------------ | ------------ | ------------ | ------------ | ------------ | ------------ |
| 2008 | Don't Forget - Släppt: 23 september 2008 - Skivbolag: Hollywood Records | 2            | 9            | 13           | 62           | 34           | 108          | —            |
| 2009 | Here We Go Again - Släppt: 21 juli 2009 - Skivbolag: Hollywood Records  | 1            | 7            | 35           | 15           | 10           | —            | 40           |
| 2011 | Unbroken - Släppt: 20 september 2011 - Skivbolag: Hollywood Records     | —            | —            | —            | —            | —            | —            | —            |

### Livealbum
| År   | Album detaljer                                                               |
| ---- | ---------------------------------------------------------------------------- |
| 2009 | Walmart Soundcheck - Släppt: 11 november 2009 - Skivbolag: Hollywood Records |

### Extended plays (EP)
| År   | Album detaljer                                                                   |
| ---- | -------------------------------------------------------------------------------- |
| 2009 | Demi Lovato: iTunes Live from London - Released: 17 maj 2009 - Skivbolag: iTunes |

## Singlar
| År   | Singel              | Topplacering | Topplacering | Topplacering | Topplacering | Topplacering | Topplacering | Album            |
| År   | Singel              | US           | CA           | D            | IE           | UK           | NZ           | Album            |
| ---- | ------------------- | ------------ | ------------ | ------------ | ------------ | ------------ | ------------ | ---------------- |
| 2008 | "Get Back"          | 43           | 93           | —            | —            | —            | —            | Don't Forget     |
| 2008 | "La La Land"        | 52           | —            | 82           | 30           | 35           | —            | Don't Forget     |
| 2009 | "Don't Forget"      | 41           | 76           | —            | —            | —            | —            | Don't Forget     |
| 2009 | "Here We Go Again"  | 15           | 61           | —            | —            | —            | 38           | Here We Go Again |
| 2009 | "Remember December" | 106          | —            | —            | —            | —            | —            | Here We Go Again |
| 2011 | "Skyscraper"        | 10           | —            | —            | —            | —            | —            | Unbroken         |

### Andra listplacerade låtar
| År   | Singel                                                        | Topplacering | Topplacering | Topplacering | Topplacering | Topplacering | Topplacering | Album                      |
| År   | Singel                                                        | US           | CA           | D            | IE           | UK           | NZ           | Album                      |
| ---- | ------------------------------------------------------------- | ------------ | ------------ | ------------ | ------------ | ------------ | ------------ | -------------------------- |
| 2008 | "This Is Me"                                                  | 9            | 21           | 14           | 5            | 33           | —            | Camp Rock Soundtrack       |
| 2008 | "Who Will I Be"                                               | 101          | 80           | —            | —            | —            | —            | Camp Rock Soundtrack       |
| 2008 | "On the Line" (med Jonas Brothers)                            | 100          | —            | —            | —            | —            | —            | Don't Forget               |
| 2009 | "Catch Me"                                                    | 89           | —            | —            | —            | —            | —            | Here We Go Again           |
| 2009 | "Send It On" (med Jonas Brothers, Miley Cyrus & Selena Gomez) | 20           | —            | —            | —            | —            | —            | Send It On - Single        |
| 2010 | "Make a Wave" (med Joe Jonas)                                 | 84           | —            | —            | —            | —            | —            | Ingen albumsång            |
| 2010 | "Wouldn't Change a Thing" (med Joe Jonas / Stanfour)          | —            | 90           | 28           | —            | 71           | —            | Camp Rock 2: The Final Jam |

## Soundtrack singlar
| År   | Singel                                | Topplacering | Topplacering | Topplacering | Topplacering | Album                             |
| År   | Singel                                | US           | US Pop       | CA           | UK           | Album                             |
| ---- | ------------------------------------- | ------------ | ------------ | ------------ | ------------ | --------------------------------- |
| 2009 | "One and the Same" (med Selena Gomez) | 82           | —            | —            | —            | Disney Channel Playlist           |
| 2009 | "Gift of a Friend"                    | —            | —            | —            | —            | Tinker Bell and the Lost Treasure |

## Albumframträdanden
| År   | Låt                                                 | Album                |
| ---- | --------------------------------------------------- | -------------------- |
| 2008 | "That's How You Know"                               | DisneyMania 6        |
| 2008 | "That's How You Know"                               | Princess DisneyMania |
| 2008 | "Wonderful Christmas Time"                          | All Wrapped Up       |
| 2009 | "We'll Be a Dream" (We the Kings feat. Demi Lovato) | Smile Kid            |

## Musikvideor
| År   | Titel                                                         | Album                                        |
| ---- | ------------------------------------------------------------- | -------------------------------------------- |
| 2008 | "That's How You Know" (Live from DC Games 2008)               | DisneyMania 6 / Princess DisneyMania         |
| 2008 | "Get Back"                                                    | Don't Forget / Don't Forget (Deluxe Edition) |
| 2008 | "La La Land"                                                  | Don't Forget / Don't Forget (Deluxe Edition) |
| 2009 | "Lo Que Soy"                                                  | Don't Forget / Don't Forget (Deluxe Edition) |
| 2009 | "Don't Forget"                                                | Don't Forget / Don't Forget (Deluxe Edition) |
| 2009 | "One and the Same" (med Selena Gomez)                         | Disney Channel Playlist                      |
| 2009 | "Here We Go Again"                                            | Here We Go Again                             |
| 2009 | "Send It On" (med Jonas Brothers, Miley Cyrus & Selena Gomez) | Ingen albumsång                              |
| 2009 | "Remember December"                                           | Here We Go Again                             |
| 2009 | "Bounce" (med Jonas Brothers)                                 | Ingen albumsång                              |
| 2010 | "Make a Wave" (med Joe Jonas)                                 | Ingen albumsång                              |
| 2011 | "Skyscraper"                                                  | Unbroken                                     |